# 牛畏予
牛畏予（1927年1月—2020年6月3日），女，河南唐河人，中华人民共和国摄影家，新华社原摄影记者。

## 生平
牛畏予1945年进入抗日军政大学学习，1947年任晋冀鲁豫军区政治部宣传干事。1948年任《华北画报》摄影记者，同年加入中国共产党。

## 家庭
丈夫是摄影家高帆。